# آندروس آوگ
آندروس آوگ (استونیایی: Andrus Aug؛ زادهٔ ۲۲ مهٔ ۱۹۷۲) دوچرخه‌سوار اهل استونی است.
وی در بازی‌های المپیک تابستانی ۲۰۰۴ شرکت کرده است.